# Kolding
Kolding kikötőváros Dánia délnyugati részén, a hasonló nevű község központi települése. Számottevő közlekedési, kereskedelmi és ipari központ, elsősorban a hajógyártásra koncentrálva. Szombathely testvérvárosa.

## Földrajz
A település Dánia délnyugati részén, Jylland keleti partvidékén fekszik, a Kolding-fjord mellett.

## Történelem
A 13. században V. (Glipping) Erik építtette a Koldinghus nevű várat, amely az utolsó királyi székhely volt Jyllandon. Ebből az időszakból származik a Szent Miklós tiszteletére emelt kőtemplom is.
Itt zajlott a koldingi csata, melynek során 1658. december 25-én a Stefan Czarniecki hetman vezette egyesült dán és lengyel csapatok legyőzték X. Károly Gusztáv svéd király seregét.
A város közelében egy másik csata is zajlott, az első schleswigi háborúban 1849. április 23-án a Bonin vezérlete alatt álló németek és a dánok között.
1890-ben 9657 lakosa volt.

## Nevezetességek

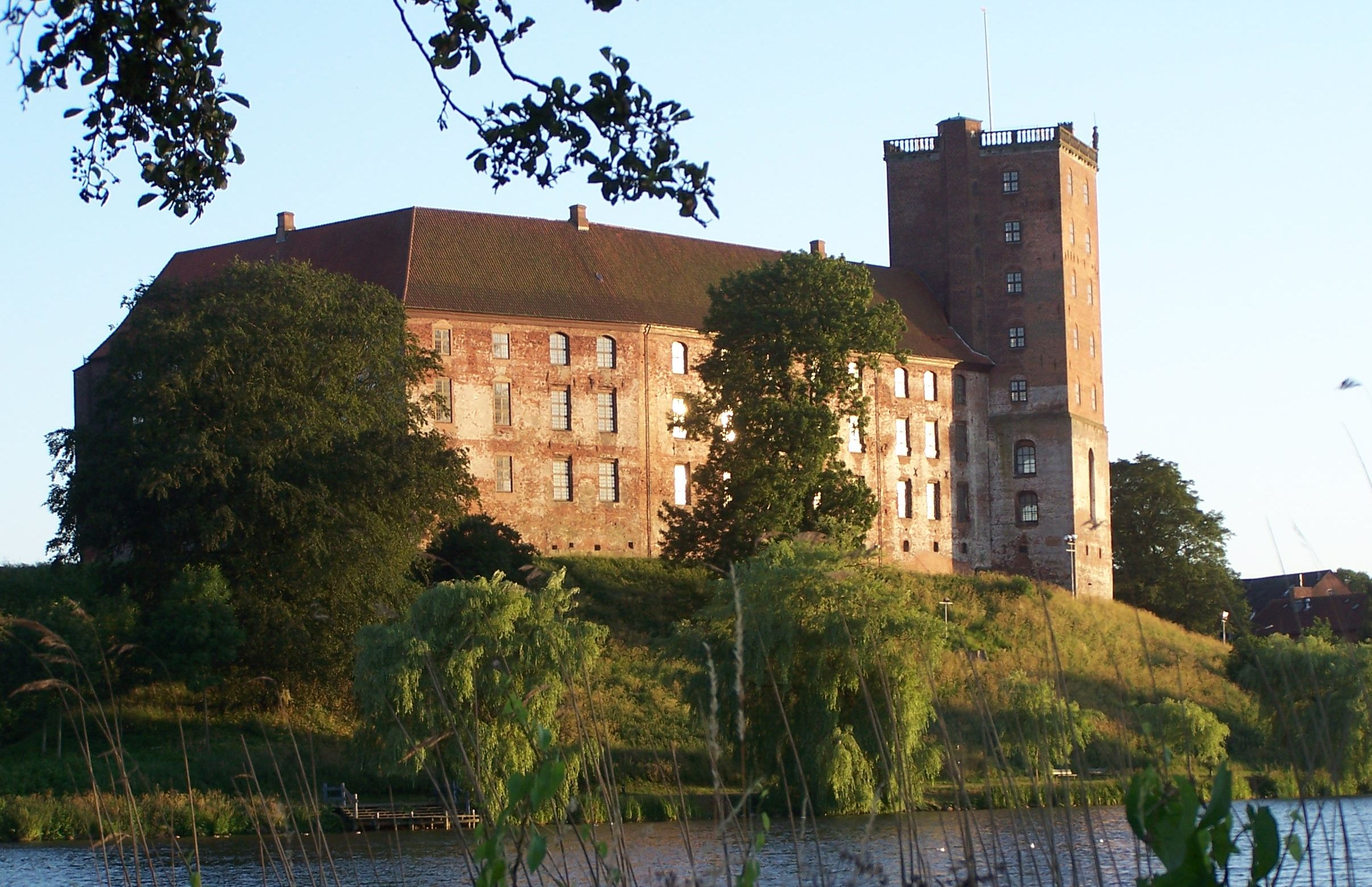
Koldinghus vára

- Koldinghus: 13. századi vár a városközpontban, egy kiemelkedő domb tetején
- Szent Miklós templom: eredetileg korai gótikus, de az évszázadok folyamán többször átépített templom
- Polgárházak a 17. századból

## Testvérvárosok
Kolding testvérvárosai::
| - Örebro, Svédország (1946) - Drammen, Norvégia (1946) - Lappeenranta, Finnország (1947) - Delmenhorst, Németország (1979) - Stykkishólmur, Izland (1979) | - Huéscar, Spanyolország (1982) - Szombathely, Magyarország (1991) - Andzsó, Japán (1997) - Panevėžys, Litvánia (2000) - Nanortalik, Grönland (2007) |